# بوهلال (أولاد سيدي بلقاسم)
بوهلال هو دُوَّار يقع بجماعة الصباب، إقليم جرسيف، جهة الشرق في المملكة المغربية. ينتمي الدوّار لمشيخة أولاد سيدي بلقاسم التي تضم دوارين. يقدر عدد سكانه بـ 593 نسمة حسب الإحصاء الرسمي للسكان والسكنى لسنة 2004.

## روابط خارجية
- البوابة الوطنية للجماعات الترابية نسخة محفوظة 12 مارس 2018 على موقع واي باك مشين.
- المندوبية السامية للتخطيط